# Stephanie D'heygere
Stephanie D'heygere (Kortrijk, 8 april 1984) is een Belgische modeontwerpster.

## Biografie
D'heygere studeerde Mode af aan de Antwerpse Academie in 2009. Vervolgens werkte ze onder andere voor Dior en Maison Margiela. Ze is nog steeds actief voor Y/Project en heeft sinds 2018 haar eigen merk, D'heygere.

## Erkentelijkheden
- 2018 - Andam Fashion Accessories Price